# Himmelreichbach (Elsenz)
Der Himmelreichbach ist ein Bach im Stadtgebiet von Eppingen im baden-württembergischen Landkreis Heilbronn, der nach über 6 km langem Lauf nach Norden bei der Raußmühle von rechts in die obere Elsenz mündet.

## Geographie

### Verlauf
Der Himmelreichbach entsteht etwa 1,6 km südlich der Ortsmitte des Dorfes Mühlbach von Eppingen im Hangwald Hartwald, der von der Hochfläche des Heuchelberges zum Dorf hinabfällt. Der Ursprung liegt auf etwa 314 m ü. NHN an einem Parkplatz, an welchem ein Waldweg, auf dessen Trasse der Fernwanderweg Frankenweg verläuft, die danach in einer langgestreckten S-Kurve nach Mühlbach hinabführende K 2149 schneidet.
Der anfangs zuweilen auch trockenliegende Bach läuft zunächst neben dem Wanderweg etwa ostwärts, wendet sich dann in einer Linkskurve von diesem ab, an deren Ende er wieder die Kreisstraße erreicht. Dort liegt rechtsseits von ihm ein großer Schilfsandsteinbruch. Nun bis zu einem Meter breit und bis zu zwei Metern eingetieft, folgt ihm die Straße anfangs westwärts und weiter in seiner anschließenden Rechtskurve. An deren Auslauf liegt linksseits von Bach und Straße schon Siedlungsfläche des Dorfes Mühlbach und der Bach durchfließt auf nurmehr etwa 250 m ü. NHN nordostwärts das dauerangestaute Hochwasserrückhaltebecken Obenausee. Am Südostufer an der Bergseite des Sees steht, oft auf steiler Böschung, ein Gehölzstreifen aus Ahorn und Erlen.
Wenig nachdem er den See wieder verlassen hat, geht er etwa zwei Kilometer nach seinem Waldursprung in eine unterirdische Verdolung, die ihn nordwestwärts durchs Dorf und dabei nahe an dessen Kirche vorbei führt. Erst nach etwa einem Kilometer tritt er an dessen nördlichem Siedlungsrand wieder ins Freie; linksseits zieht sich noch ein Gewerbegebiet aus neuerer Zeit etwas dem Lauf entlang. Immer mehr nordwärts durchfließt er nun sein von allenfalls zwei bis drei Dutzend Meter hohen Hügeln begleitetes Tälchen, auf den rechten begleitet ihn die ein bis drei Viertelkilometer entfernte K 2149 bis fast zur Mündung, in der Talmulde nur ein Feldweg.
Vor allem am rechten Talhang ziehen sich Hecken entlang. Der sich in seinem Tal etwas schlängelnde Bach ist um einen Meter breit und immer wieder von Gehölz am Ufer begleitet. Linksseits wächst in einer Seitenmulde ein Röhricht, weiter abwärts liegt rechts am Ufer kurz vor dem Eppinger Rosalienhof ein von einem Feuchtgebiet umschlossener, drittelhektargroßer Teich. Gleich danach quert einen halben Kilometer vor der Mündung die Kraichgaubahn den Bach, der anschließend einen Verkehrsübungsplatz am rechten Ufer passiert.
Etwa einen Viertelkilometer weiter kreuzt er den Mühlkanal zur Raußmühle, läuft von der Seite und wenig hinter dem Staudamm in das gewöhnlich trockene Hochwasserrückhaltebecken Raußmühle ein und speist von rechts und Süden auf etwa 187 m ü. NHN die dieses durchfließende Elsenz.
Der Himmelreichbach mündet nach etwa 6,3 km langem Lauf mit mittlerem Sohlgefälle von etwa 20 ‰ rund 127 Höhenmeter unter seinem Ursprung im Hartwald.

### Einzugsgebiet
Der Himmelreichbach hat ein 6,4 km² großes Einzugsgebiet. Ein knappes Drittel davon im Süden beim Dorf Mühlbach von Eppingen ist naturräumlich ein Teil des Unterraums Heuchelberg von Stromberg und Heuchelberg, der übrige, tiefer gelegene Anteil gehört zum Eppinger Gäu im Unterraum Lein-Elsenz-Hügelland des Kraichgaus. Seinen mit etwa 333 m ü. NHN höchsten Punkt erreicht das Gebiet nordöstlich von Ochsenburg an der südlichen Wasserscheide auf der Kuppe eines schmalen zugehörigen Feldstreifens des Gewanns Am Gartacher Weg, nördlich von dem der gesamte Abfall des Heuchelbergs bis Mühlbach hinab von Wald bestanden ist. Der außerhalb des Talmulde durch keinerlei Hecken gegliederte Landschaftsanteil am Kraichgau wird auf großen Feldern ackerbaulich genutzt, kleine Waldanteile finden sich nur bei Mühlbach linksseits der Talmulde und noch kleinere Wiesenflächen bachnah in der Talmulde, an deren Einhängen es einige verbuschende kleine Obstwiesen gibt.
Die etwa 12 Hektar umfassende Ackerflur der Heuchelberghöhe liegen in der Teilgemarkung Ochsenburg der Gemeinde Zaberfeld. Auf der linken Randhöhe der mittleren Bachmulde gehören etwa 1,8 km² siedlungsfreie Felder zur Gemeinde Sulzfeld. Das übrige Gebiet liegt im Stadtgebiet von Eppingen, im Süden und in der Mitte zu etwa zwei Dritteln in der Stadtteilgemarkung von Mühlbach, in der es außer dem vom Himmelreichbach durchflossenen Dorf dieses Namens keine weiteren Siedlungsplätze gibt; das restliche Drittel davon im Norden gehört zur zentralen Stadtteilgemarkung von Eppingen, dort gibt außer dem Hof Rosalienhof am rechten Unterhang keine weitere Besiedlung; der mündungsnahe Hof Raußmühle steht schon etwas außerhalb.
Reihum grenzen die Einzugsgebiete der folgenden Nachbargewässer an:
- Im Süden liegt das Quellgebiet des Riesenbachs, der über die Zaber in den mittleren Neckar entwässert;
- im Südwesten entspringt nahe der Wasserscheide der Kohlbach, der den Kraichbach speist, einen Zufluss des Oberrheins etwas oberhalb des Neckars;
- im Westnordwesten fließt der kurze Borzelbacher Seegraben wenig oberhalb des Himmelreichbachs ebenfalls zur Elsenz, die in den unteren Neckar mündet;
- im Osten konkurriert der nächste Elsenz-Zufluss Hellbach, größtenteils über seinen linken Zufluss Binsbach;
- im Südsüdosten liegt das obere Einzugsgebiet des Michelbachs, der wieder zur Zaber läuft.

### Zuflüsse und Seen
Liste der Zuflüsse und  Seen und  Hochwasserrückhaltebecken von der Quelle zur Mündung. Gewässerlänge, Seefläche, Einzugsgebiet und Höhe nach den entsprechenden Layern auf der Onlinekarte der LUBW. Andere Quellen für die Angaben sind vermerkt.
Ursprung des Himmelreichbachs auf etwa 314 m ü. NHN ungefähr 1,6 km südlich der Dorfmitte von Eppingen-Mühlbach im Bergwald Hartwald.
- Durchfließt auf etwa 250 m ü. NHN das Hochwasserrückhaltebecken Obenausee am Südrand von Mühlbach, 0,8 ha. Das 1974 gebaute, hinter einem 6,2 m hohen Damm dauerangestaute, von der Stadt Eppingen betriebene Becken dient außer dem Hochwasserschutz auch der Erholung, als Badesee und dem Wassersport. Angegeben wird ein zusätzliches Rückhaltevolumen für den Hochwasseranfall von nur knapp 1.300 m², was aber unplausibel scheint, weil dies einer Spiegelerhöhung von weniger als 20 cm entspräche. Der Abfluss ist ungesteuert.[LUBW 6]
- (Bach aus dem Efeldrich), von links und Südwesten auf etwa 220 m ü. NHN nahe der Werkstraße im Gewerbegebiet im Nordwesten von Mühlbach, ca. 0,8 km[LUBW 7] und ca. 0,6 km².[LUBW 8] Entsteht auf etwa 239 m ü. NHN im Wald Efeldrich. Unbeständig wasserführend, zuletzt unterirdisch verdolt.
- (Bach aus dem Täle), von links und Westsüdwesten auf 211,2 m ü. NHN[LUBW 9] am Ortsende von Mühlbach, ca. 0,6 km[LUBW 7] und ca. 0,6 km².[LUBW 8] Entsteht auf etwa 225 m ü. NHN an der K 3510 Sulzfeld–Mühlbach kurz vor dem Mühlbacher Gewerbegebiet, dessen Nordnordwestrand er entlangfließt.
- Passiert einen Teich am rechten Ufer beim Rosalienhof auf etwa 194 m ü. NHN, 0,3 ha.
- × Kreuzt kurz vor der Mündung den Mühlgraben der Raußmühle.
- Fließt von der Seite in das Hochwasserrückhaltebecken Raußmühle ein. Das 1974 gebaute, gewöhnlich trockenliegende, vom Zweckverband Hochwasserschutz Elsenz-Schwarzbach betriebene Becken hat einen 5,4 m hohen Damm mit der Krone auf etwas über 190 m ü. NHN. Es wurde 2002 erbaut und kann bis zu 153.000 m³ Wasser zurückhalten, das dann gesteuert abgelassen wird.[LUBW 6]

Mündung des Himmelreichbachs von rechts und auf etwa 187 m ü. NHN im Hochwasserrückhaltebecken Raußmühle. Der Himmelreichbach ist ca. 6,3 km lang und hat ein 6,4 km² großes Einzugsgebiet.

## Geologie
Das Einzugsgebiet des Himmelreichbachs liegt im Mittelkeuper. Die höchste Schicht von ihm, der Schilfsandstein (Stuttgart-Formation), liegt am Südrand auf der Hochfläche des Heuchelbergs zwischen Ochsenburg etwas jenseits und Mühlbach etwas diesseits. Schon am unteren Bergabfall nach Mühlbach hinab streicht dann der Gipskeuper (Grabfeld-Formation) aus, der sich bis zur Mündung zieht.
Auf der Hochebene ist der Schilfsandstein größtenteils mit Lösssediment aus dem Quartär überdeckt, und ebenso nördlich der Ortsgrenze von Mühlbach bis zur Mündung auf den die Talmulde begleitenden Höhen; der Gipskeuper liegt auf diesem Einzugsgebietsteil nur am rechten Talhang offen. In größtenteils gewässerlosen Seitenmulden und auf dem schmalen Talgrund liegt Schwemmland, dort ab Mühlbach größtenteils in Gestalt von Auenlehmen.
Am Hochebenenabfall am Südrand von Mühlbach liegt ein Steinbruch, der Abbau geht auf den in Flutfacies abgelagerten Schilfsandstein.

## Natur und Schutzgebiete
Das Einzugsgebiet liegt überwiegend im Naturpark Stromberg-Heuchelberg.

## Tourismus
Der Frankenweg (Hauptwanderweg 8) des Schwäbischen Albvereins läuft auf seinem Abschnitt von Sternenfels nach Kleingartach im Hartwald dem obersten Laufstück des Baches entlang. Nahebei am Südrand des Einzugsgebietes verläuft ein Abschnitt der Eppinger Linien, einer Landwehr aus dem späten 17. Jahrhundert.

### LUBW
Amtliche Online-Gewässerkarte mit passendem Ausschnitt und den hier benutzten Layern: Lauf und Einzugsgebiet des Himmelreichbachs

Allgemeiner Einstieg ohne Voreinstellungen und Layer: Daten- und Kartendienst der Landesanstalt für Umwelt Baden-Württemberg (LUBW) (Hinweise)
1. 1 2 3 4  Höhe nach dem Höhenlinienbild auf dem Hintergrundlayer Topographische Karte.
2. 1 2  Länge nach dem Layer Gewässernetz (AWGN), ergänzt um ein kleines, auf der Gewässerkarte nicht berücksichtigtes Anfangsstück, das auf dem Hintergrundlayer Topographische Karte abgemessen wurde.
3. 1 2 3  Einzugsgebiet nach dem Layer Basiseinzugsgebiet (AWGN).
4. ↑  Länge nach dem Layer Gewässernetz (AWGN).
5. ↑  Seefläche nach dem Layer Stehende Gewässer.
6. 1 2  Daten des Hochwasserrückhaltebeckens nach dem Layer Stauanlage.
7. 1 2  Länge abgemessen auf dem Hintergrundlayer Topographische Karte.
8. 1 2  Einzugsgebiet abgemessen auf dem Hintergrundlayer Topographische Karte.
9. ↑  Höhe nach grauer Beschriftung auf dem Hintergrundlayer Topographische Karte.
10. ↑  Schutzgebiete nach den einschlägigen Layern, Natur teilweise nach dem Layer Geschützte Biotope.

### Andere Belege
1. ↑  Abfluss-BW: Modellierte Abflusswerte an der Mündung
2. ↑  Josef Schmithüsen: Geographische Landesaufnahme: Die naturräumlichen Einheiten auf Blatt 161 Karlsruhe. Bundesanstalt für Landeskunde, Bad Godesberg 1952. → Online-Karte (PDF; 5,1 MB)
3. ↑  Geologie nach den Layern zu Geologische Karte 1:50.000 auf: Mapserver des Landesamtes für Geologie, Rohstoffe und Bergbau (LGRB) (Hinweise)
4. ↑  Geotopsteckbrief (PDF; 0,5 MB) des Schilfsandsteinbruchs südlich von Mühlbach.